# Robilliard Glacier
Robilliard Glacier är en glaciär i Antarktis. Den ligger i Östantarktis. Australien gör anspråk på området. Robilliard Glacier ligger 1 074 meter över havet.
Terrängen runt Robilliard Glacier är kuperad. Trakten är obefolkad. Det finns inga samhällen i närheten.